# 沙彌

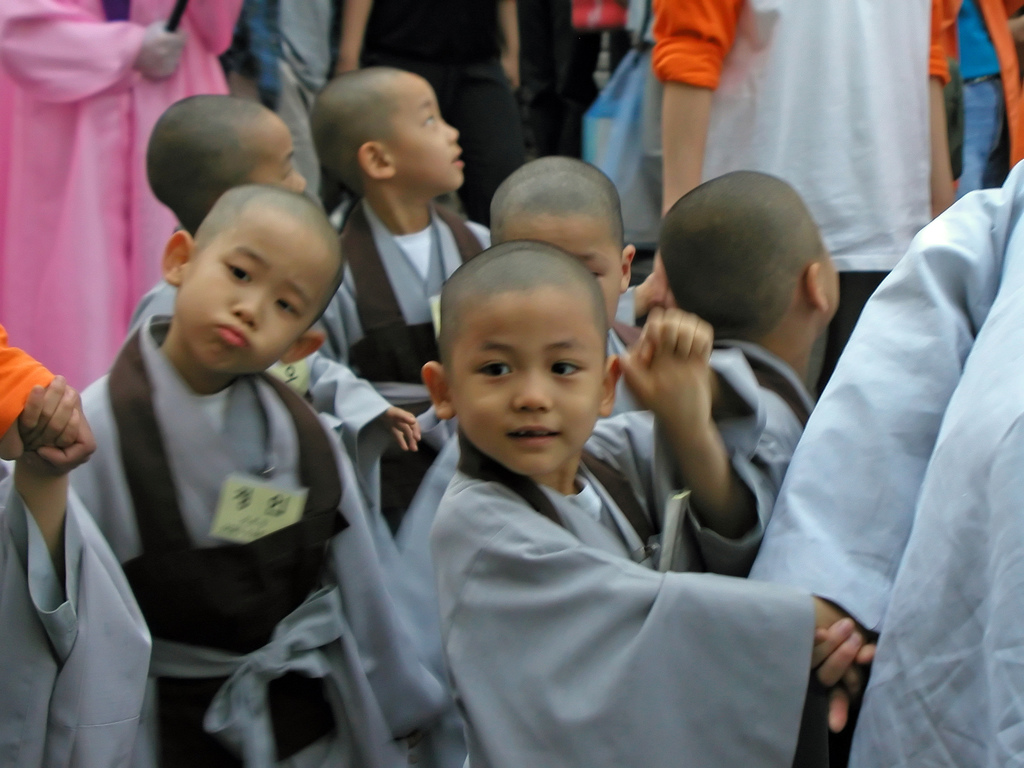
韩国首尔曹溪寺的沙弥

沙弥（羅馬化梵語），又譯室羅摩拏洛迦、室羅摩拿洛迦、室末那伊洛迦、室羅摩尼羅，佛教術語，对年龄不足20岁，或其他未受具足戒的初级出家男子的称呼，沙弥是梵语，意为勤策男，言其当勤受比丘的策励；又有息慈之义，谓当息恶行慈。其地位低于比丘。相应的女性出家人称为沙弥尼。
根據修多羅記載，最早的沙弥是释迦牟尼的儿子罗睺罗。因为他出家时只有7岁，年紀太輕，不得受具足戒，所以释迦牟尼让他以沙弥的身份修行。

## 字源
在梵文中，沙彌源自於沙門，意為年少的沙門。其陰性形態為沙彌尼。

## 仪式和戒律

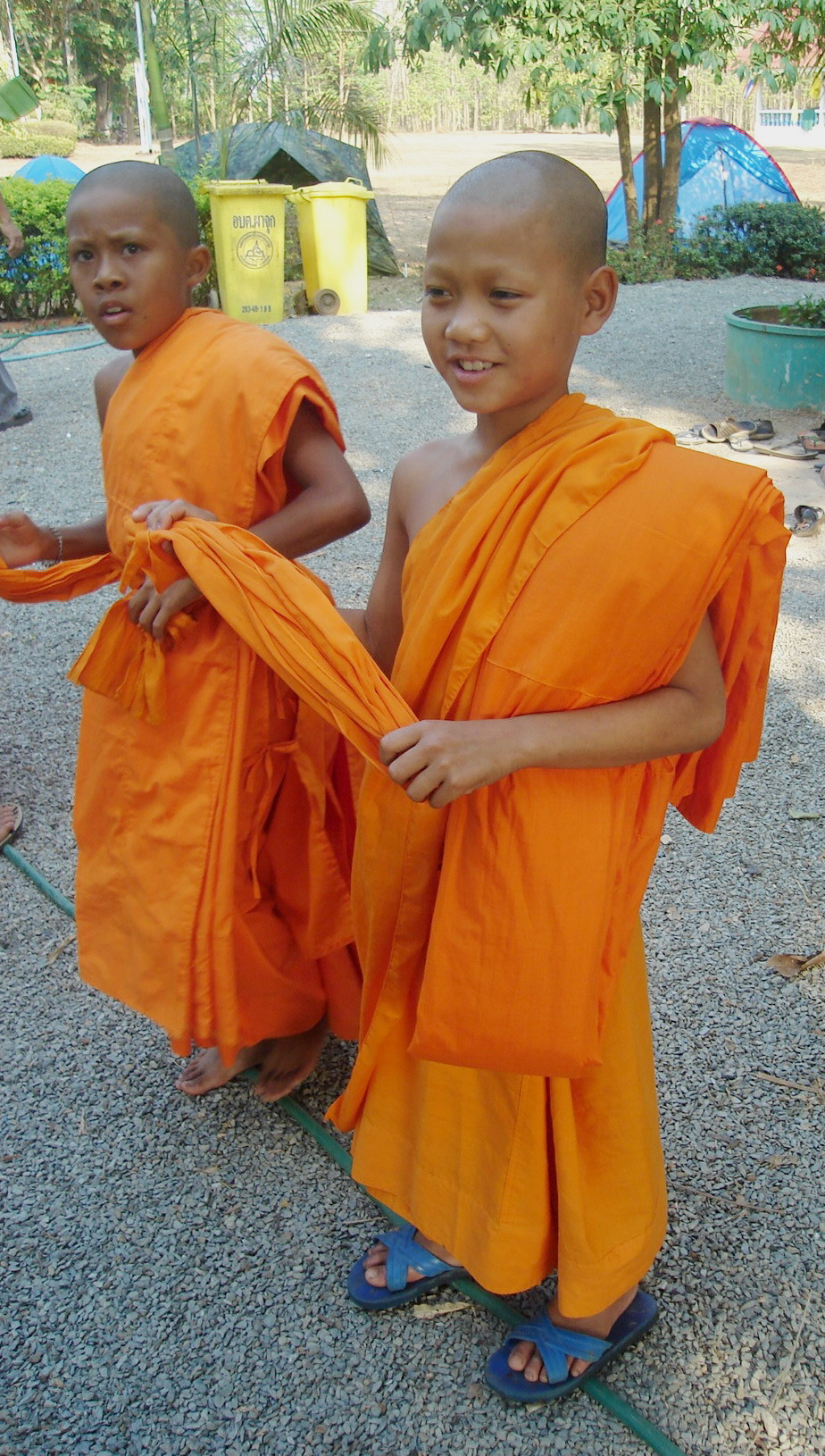
泰国小沙弥

欲成为沙弥或沙弥尼者，必须经所欲加入的僧团同意后，举行公开的出家仪式。沙彌由受具戒10年以上，通晓戒律的比丘剃度；沙彌尼由十二年以上，通晓戒律的比丘尼剃度，并换俗服为僧服。剃度后的沙弥（沙弥尼）进一步学习后，依次受五戒和十戒。

## 分类和进阶
- 7-13岁，称为驱乌沙弥（尼），因其可以担任在晒食场上驱逐鸟雀等简单工作而得名。
- 14-19岁，称为应法沙弥（尼），因其能顺应沙弥行法而得名。
- 在20-70岁内出家者，称为名字沙弥（尼），因其按年龄本来可以做比丘，但因缘不具而得名。

未成年出家者在满20岁后，或者成年出家者经过一段时间的学习后，可受比丘戒（比丘尼戒）进一步成为比丘或比丘尼。